# Turski nogometni savez
Turski nogometni savez (turski: Türkiye Futbol Federasyonu; TFF) je najviše nogometno tijelo u Turskoj. Sjedište nogometnog saveza je u Istanbulu.
Turski nogometni savez je osnovan 1923. godine. Član FIFA-e je postao 1923., a UEFA-e od 1962. godine.
Pod kontrolom Turskog nogometnog saveza su i nacionalne reprezentacije: muška, ženska te ostale reprezentacije u omladinskim kategorijama: muške U-21, U-19, U-17 i ženske U-19, U-17.

## Predsjednici saveza kroz povijest
- Yusuf Ziya Öniş (1922-1926)
- Muvaffak Menemencioğlu (1926-1931)
- Hamdi Emin Çap (1931-1937)
- Sedat Rıza İstek (1937-1938)
- Danyal Akbel (1938-1943)
- Ziya Ateş (1943)
- Sadi Karsan (1943-1948)
- Vildan Aşir Savaşır (1948-1949)
- Ulvi Ziya Yenal (1949-1952)
- Mehmet Arkan (1952)
- Mümtaz Tarhan (1952)
- Orhan Şeref Apak (1952-1954)
- Ulvi Ziya Yenal (1954)
- Hasan Cemal Polat (1954-1957)
- Orhan Şeref Apak (1957-1958)
- Safa Yalçuk (1958-1959)
- Faik Gökay (1959-1960)
- Muhterem Özyurt (1960-1961)
- Bekir Silahçılar (1961)
- Orhan Şeref Apak (1961-1964)
- Muhterem Özyurt (1964-1965)
- Orhan Şeref Apak (1965-1970)
- Hasan Cemal Polat (1970-1976)
- Füruzan Tekil (1976-1977)
- Sabahattin Erman (1977)
- İbrahim İskeçe (1977-1978)
- Sahir Gürkan (1978)
- Güngör Sayarı (1978-1979)
- Cemal Saltık (1979-1980)
- İbrahim İskeçe (1980)
- Mazhar Zorlu (1980)
- Doğan Andaç (1980)
- Yılmaz Tokatlı (1980-1984)
- Mustafa Kemal Ulusu (1984-1985)
- Erdoğan Ünver (1985-1986)
- Erdenay Oflaz (1986)
- Ali Uras (1986-1987)
- Halim Çorbalı (1987-1989)
- Şenes Erzik (1989-1997)
- Özkan Olcay (1997)
- Abdullah Kiğılı (1997)
- Haluk Ulusoy (1997-2004)
- Levent Bıçakçı (2004-2006)
- Haluk Ulusoy (2006-2008)
- Hasan Doğan (2008)
- Mahmut Özgener (2008-2011)
- Mehmet Ali Aydınlar (2011-2012)
- Hüsnü Güreli (2012)
- Yıldırım Demirören (2012- )

## Poveznice
- Turska nogometna reprezentacija
- Prva turska nogometna liga
- Turski nogometni kup
- Turski nogometni superkup

## Vanjske poveznice
- Službena stranica nogometnog saveza Turske
- Turska na službenoj stranici FIFA-e  Arhivirana inačica izvorne stranice od 3. siječnja 2019. (Wayback Machine)
- Turska na službenoj stranici UEFA-e